# Musculus rectovesicalis
Der Musculus rectovesicalis (Mastdarm-Blasen-Muskel) ist ein glatter Muskel im Bereich des Beckens. Es handelt sich um Muskelzüge, die aus der Längsmuskelschicht des Mastdarms ableiten und seitlich zum Fundus der Harnblase ziehen.